# Helen Bannerman

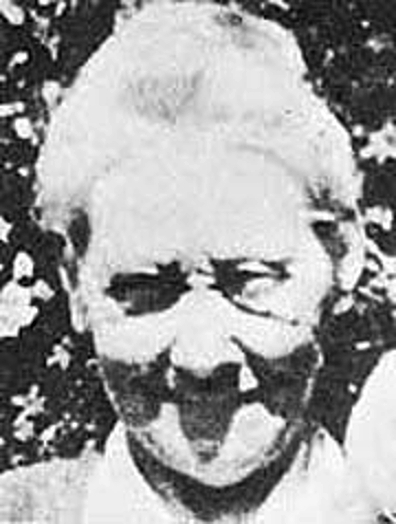
Helen Bannerman (vor 1946)

Helen Brodie Cowan Bannerman (geb. Watson); (* 25. Februar 1862 in Edinburgh; † 13. Oktober 1946 ebenda) war eine schottische Kinderbuchautorin. Am bekanntesten ist sie für ihr erstes Buch Little Black Sambo (1899).

## Leben

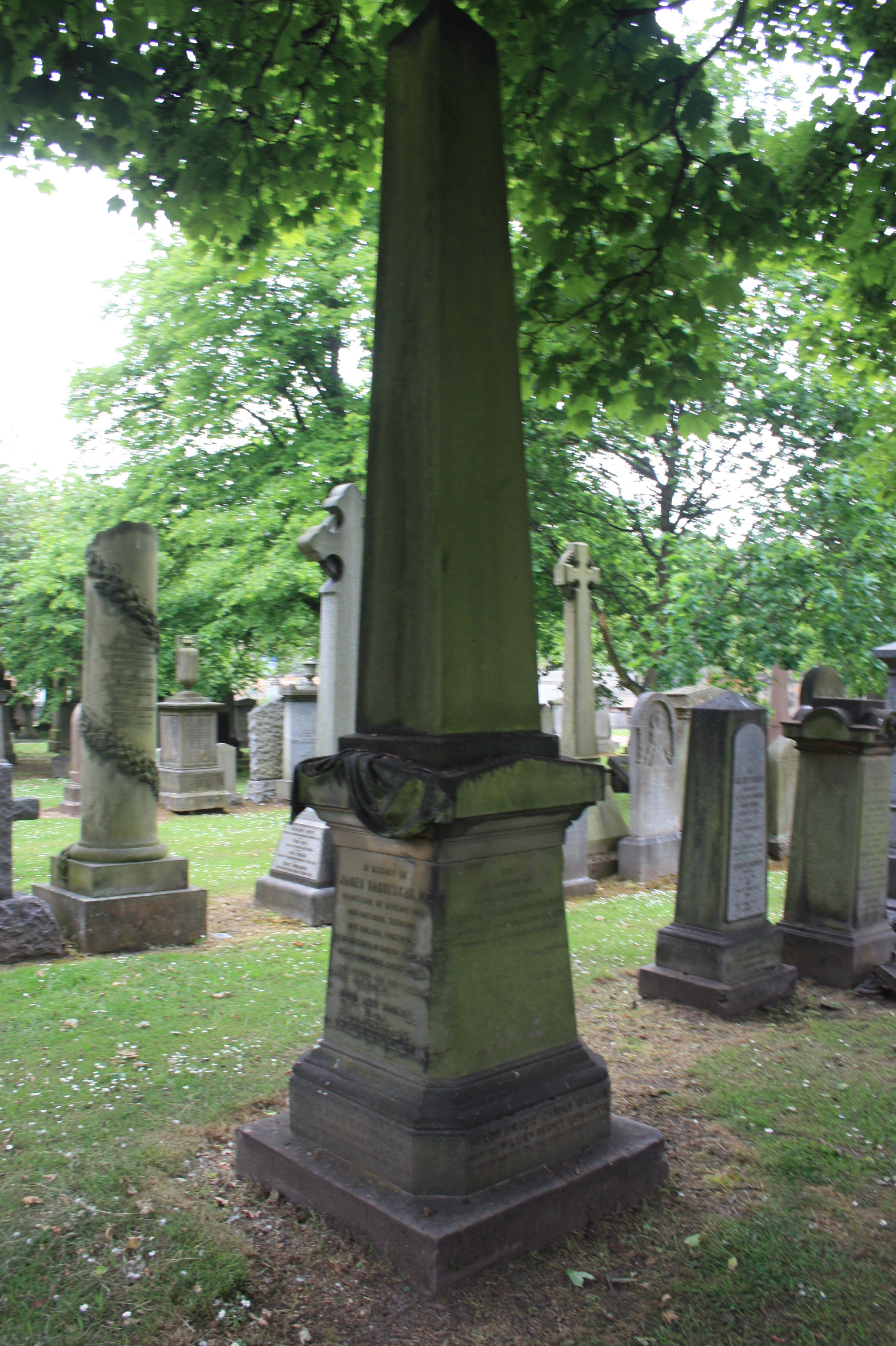
Bannerman-Grab (Grange Cemetery, Edinburgh)

Bannerman wurde in der Royal Terrace 35 in Edinburgh geboren und war die älteste Tochter und das vierte Kind von sieben Kindern von Robert Boog Watson (1823–1910), Pfarrer der Free Church of Scotland und Malakologe und seiner Frau Janet (1831–1912), Tochter von Helen Brodie und dem Papiermacher und Philanthropen Alexander Cowan. Zwischen ihrem zweiten und zwölften Lebensjahr lebte sie auf Madeira, wo ihr Vater Pfarrer der schottischen Kirche war. Als die Familie zurückkehrte, verbrachte sie viel Zeit bei ihrer Tante mütterlicherseits, Frau Cowan, in der Royal Terrace 35 in Calton Hill.
Da Frauen nicht zum Studium an schottischen Universitäten zugelassen waren, legte sie externe Prüfungen an der University of St Andrews ab und erlangte 1887 den Titel Lady Literate in Arts (LLA). Anschließend heiratete sie Dr. William Burney Bannerman, einen Militärmediziner und Offizier im Indian Medical Service (IMS).
Im Jahr 1889 zog das Paar nach Indien und ließ sich in Madras (dem heutigen Chennai) nieder, der Hauptstadt des Bundesstaates Tamil Nadu an der südöstlichen Küste, die hauptsächlich von der tamilischen Volksgruppe bewohnt wird. In den 30 Jahren, die sie in Indien verbrachten, bekamen sie vier Kinder: die Töchter Janet (* 1893) und Day (* 1896) sowie die Söhne James „Pat“ Patrick (* 1900) und Robert (* 1902).
Helen Bannerman starb 1946 in Edinburgh an einer Hirnthrombose.  Sie wurde mit ihrem Mann auf dem Grange-Friedhof im Süden Edinburghs begraben.
Sie war die Großmutter des Physikers Tom Kibble, der den Higgs-Kibble-Mechanismus und das Higgs-Boson mitentdeckte.

## Werke
Die Illustrationen und Schauplätze von Bannermans Büchern handeln alle von Indern und ihrer Kultur. In Little Black Sambo geht es um Ghee, Tiger und einen Basar, in The Story of Little Black Mingo im Dschungel, einen Mugger (eine Art Krokodil), einen Dhobi (Landarbeiter) und einen Mungo, in Little Black Quasha um einen Basar und Tiger, und in The Story of Little Black Quibba um Mangos und Elefanten.

## Publikationen
- The Story of Little Black Sambo. 1899 (englisch, gutenberg.org [abgerufen am 1. Januar 2024]).
- The Story of Little Black Mingo. 1901 (englisch, gutenberg.org [abgerufen am 1. Januar 2024]).
- The Story of Little Black Quibba (1903)
- Little Degchie-Head: An Awful Warning to Bad Babas (1903)
- Little Kettle-Head (1904)
- Pat and the Spider (1905)
- The Story of the Teasing Monkey (1907)
- Little Black Quasha (1908)
- Story of Little Black Bobtail (1909)
- Sambo and the Twins (1936)
- The Story of Little White Squibba (1966, beendet von ihrer Tochter)